# Краснорічка (Житомирський район)
Краснорі́чка — село в Україні, у Новоборівській селищній територіальній громаді Хорошівського району Житомирської області. Населення становить 38 осіб.

## Населення
За даними перепису 2001 року населення села становило 38 осіб, з них 97,37 % зазначили рідною українську мову, а 2,63 % — польську.

## Історія
У 1906 році — село Фасівської волості Житомирського повіту Волинської губернії. Відстань від повітового міста 45 верст, від волості 5. Дворів 43, мешканців 275.
У 1923—54 роках — адміністративний центр Краснорічківської сільської ради Фасівського та Володарсько-Волинського районів.